# Paralcis latimacula
Paralcis latimacula là một loài bướm đêm trong họ Geometridae.